# Arcola (Virginia)
Arcola es un lugar designado por el censo situado en el condado de Loudoun, Virginia  (Estados Unidos). Según el censo de 2010 tenía una población de 233 habitantes. Se encuentra a 53 kilómetros al este de Washington D. C.

## Demografía
Según el censo de 2010, Arcola tenía una población en la que el 46,4% eran blancos ; el 25,6% afroamericanos; el 30,9% eran asiáticos; el 12,0% de otra raza, y el 5,2% a partir de dos o más razas. El 17,2% del total de la población eran hispanos o latinos de cualquier raza.